# Joaquim Civera i Sormaní
Joaquim Civera i Sormaní (Barcelona, maig de 1886 — Barcelona, 31 d'octubre de 1967) fou un periodista i lexicògraf català.
Fou col·laborador d'Antoni Griera en l'Obra de l'Acció Social Popular, redactor en cap del setmanari Catalunya Social (1921-36) i membre fundador del diari El Matí. Signà sovint amb els pseudònim Bellesguard o Maria Bonsoms. Entre altres obres, publicà Lleó XIII i la qüestió social, una traducció de Don Quijote, i diccionaris català-castellà: Nou diccionari català-castellà i Nou diccionari castellà-català (l'any 1931 se'n publicà la 3a edició).